# Альфред Еспінас
Альфред Віктор Еспінас (фр. Alfred Espinas; 23 травня 1844 — 24 лютого 1922) — французький соціолог і філософ, відомий тим, що вплинув на Ніцше. Він був учнем Оґюста Конта і Герберта Спенсера. Хоча спочатку він був прихильником позитивізму, згодом став відданим реалістом. Еспінас дав сучасне визначення праксеології.

## Життя та творчість
Альфред Еспінас був народжений 23 травня 1844 р. Він відвідував вищу школу у Сансі, де навчався разом зі Стефаном Малларме, отримав диплом з загальної  (фр. Agrégé de philosophie, 1871) та ступінь доктора з літератури (фр. Docteur ès lettres, 1877). Еспінас був професором філософії та історії соціальних наук. У 1905 р. був обраний членом Академії моральних і політичних наук.
На Еспінаса вплинули роботи Оґюста Конта та Герберта Спенсера. Разом з Теодюлем Арманом Рібо Еспінас переклав роботу Спенсера «Принципи соціології» (нім. Prinzipien der Soziologie) французькою.
Праця Еспінаса про суспільства тварин (фр. Des sociétés animales) мала вплив на Скіпіо Сігеле (фр. Scipio Sighele) та Фрідріха Ніцше.
Матіас Гросс зазначає, що такі французькі автори, як Альфред Еспінас або Рене Вормс (фр. René Worms) не заперечували істотного існування конфліктів у природі, а натомість посилалися на можливості гармонії та консенсусу.

## Праці
- Des sociétés animales (1877)
- Витоки технології (1897)
- La philosophie sociale du XVIIIe siècle et la Révolution (1898)
- Декарт і мораль: Etudes sur l'histoire de la philosophie de l'action (1925)